# Moon-young
Moon-young (en hangul, 문영; RR: Munyeong) es una película surcoreana de 2015, escrita y dirigida por Kim So-yeon, y protagonizada por Kim Tae-ri y Jung Hyun.

## Sinopsis
Moon-young es una joven de dieciocho años, muda, que vive con su padre, un hombre alcoholizado y violento. Su madre se fue de casa cuando ella tenía cuatro años. En la escuela también está prácticamente aislada de sus compañeras. Dedica gran parte de su tiempo a filmar con una pequeña cámara a la gente que pasa por la calle o va en metro. Una noche filma a una pareja que está discutiendo. La mujer la descubre y la sigue, y así se conocen ambas. Ella es Hee-soo, que tiene 29 años, se estaba separando de su novio y vive sola. Empiezan a pasar tiempo juntas y a contarse detalles de sus vidas; Hee-soo quiere saber por qué Moon-young hace esas grabaciones, y esta le explica que es un modo para buscar a su madre. La relación entre ambas sigue adelante entre los problemas con el exnovio y los que causa el padre de Moon-young, hasta que este sufre un accidente.

## Reparto
- Kim Tae-ri como Moon-young.[3][4][5]
- Jung Hyun como Hee-soo.[6]
- Park Wan-gyu como el padre de Moon-young.
- Park Jung-sik como Kwon Hyuk-cheol, exnovio de Hee-soo.
- Jang Hyang-sook como mujer de mediana edad 1.
- Heo Won-jeong como mujer de mediana edad 2.
- Nam Bo-ra como Yeong-eun (aparición especial).
- Lee Jin-kyeong como el profesor (aparición especial).

## Producción
Moon-young se filmó en 2013 y se puede considerar el verdadero debut cinematográfico de Kim Tae-ri, cuando acababa de graduarse en Periodismo y Radiodifusión en la Universidad de Kyunghee, y formaba parte de la compañía de teatro Yiru. También fue el debut de su directora, Kim So-yeon, hasta entonces guionista colaboradora del director Kim Hee-jung, y que también firma el guion de Moon-young.
La película se rodó en febrero de 2013 y se montó como un largometraje de 66 minutos, pero la directora quería verla proyectada y con esta finalidad la redujo a cortometraje, para poder presentarla en un festival de cine.
En la conferencia de prensa de presentación del cortometraje, la directora Kim So-yeon contó que había conocido entonces a Kim Tae-ri, cuando buscaba a la actriz adecuada para su película. Tenía otra actriz en mente: «Moon-young es una persona con una atmósfera oscura. En realidad, estaba pensando en confiarle el papel a una actriz con ese tipo de atmósfera. Tae-ri era la imagen opuesta». Pensó entonces que «sería una tarea significativa y divertida si alguien como Kim Tae-ri asumiera un personaje oscuro y lo transformara. No tenía mucha experiencia, pero mostró una buena concentración y lo hizo bien. Era natural sin necesidad de explicaciones detalladas». Es un personaje que «oculta su dolor creando otros más grandes. Uno necesita expresar el dolor si lo siente. El dolor se puede superar comunicándose con los demás».

## Estreno y taquilla
Moon-young se estrenó en 2015 en el 41.o Festival de Cine Independiente de Seúl, con una versión de 43 minutos. El 3 de enero de 2017 se llevó a cabo una vista previa y se presentó a la prensa en KT&G Sangsang Madang, en Seogyo-dong, Mapo-gu, Seúl, con la asistencia de la directora Kim So-yeon, pero no de la protagonista Kim Tae-ri.
El 12 de enero se estrenó una versión ampliada de 64 minutos (en realidad, más cercana por metraje a la versión original) en 23 salas de cine. Tuvo 8172 espectadores, que dejaron una taquilla del equivalente en wones a 52 208 dólares estadounidenses.

## Crítica
William Schwartz (HanCinema) cree que la película «es más el primer capítulo de la historia de vida de Moon-young, el que marca su despertar a su verdadera identidad, que una historia completa sobre la mayoría de edad». Afirma también que, pese a todo el aparente cinismo que muestra, es «sorprendentemente optimista como producto final».
Sobre la actuación de las protagonistas, Reinier Brands (Asian Movie Pulse) escribe que la razón principal por la que esta película se estrenó en cines en 2017  es «Kim Tae-ri y su conmovedora representación de Moon Young. La cantidad de emoción pura de la que es capaz la actriz es impresionante, por decir lo mínimo. Es expresiva, sutil e increíblemente cautivadora. Evita que la película sea inmemorable y agrega profundidad e interés al personaje de Moon Young. La representación de Jung Hyun de Hee-soo es menos memorable, pero está lejos de ser decepcionante. Es un personaje interesante que crea intriga, si no un poco de caos en la película».

## Premios
Moon-young fue premiada en la sección de concurso del 41.o Festival de Cine Independiente de Seúl en 2015, la 21.a Exhibición de Nuevas Películas del Foro Indie, el 10.o Gran Festival de Cortometrajes y el 6.o Festival Internacional de Cine del Orgullo de Seúl Korea Pride.